# Huy chương Hannan
Huy chương Hannan (tiếng Anh: Hannan Medal) là một giải thưởng của Viện hàn lâm Khoa học Úc dành cho các nhà khoa học Úc có những đóng góp xuất sắc trong nghiên cứu ở các môn khoa học thống kê, toán học thuần túy, toán học ứng dụng và "toán học tính toán bằng máy tính" (computational mathematics).
Huy chương này được đặt theo tên Edward James Hannan, giáo sư khoa học thống kê ở "Trường nghiên cứu Khoa học xã hội" thuộc Đại học Quốc gia Úc, viện sĩ Viện hàn lâm Khoa học Úc, và được trao mỗi 2 năm.

## Những người đoạt huy chương Hannan
- 1994 – Peter G. Hall và Christophe C. Heyde
- 1996 – Neil S. Trudinger[1]
- 1998 – Anthony J. Guttmann
- 2001 – Adrian J. Baddeley
- 2003 – J. Hyam Rubinstein
- 2005 – Richard P. Brent[2]
- 2007 – Eugene Seneta[3]
- 2009 – E.Norman Dancer[4]
- 2011 – Colin Rogers
- 2013 – Mathhew Paul Wand
- 2015 - Alan McIntosh[5] và Gus Lehrer[5].